# Isovaara (kulle i Finland, Lappland, Tornedalen)
Isovaara är en kulle i Finland.   Den ligger i den ekonomiska regionen  Tornedalens ekonomiska region  och landskapet Lappland, i den norra delen av landet, 700 km norr om huvudstaden Helsingfors. Toppen på Isovaara är 182 meter över havet.
Terrängen runt Isovaara är platt. Runt Isovaara är det mycket glesbefolkat, med 2 invånare per kvadratkilometer.